# Jagabaya (Mekarmukti)
Jagabaya is een bestuurslaag in het regentschap Garut van de provincie West-Java, Indonesië. Jagabaya telt 2536 inwoners (volkstelling 2010).